# Nordische Passunion

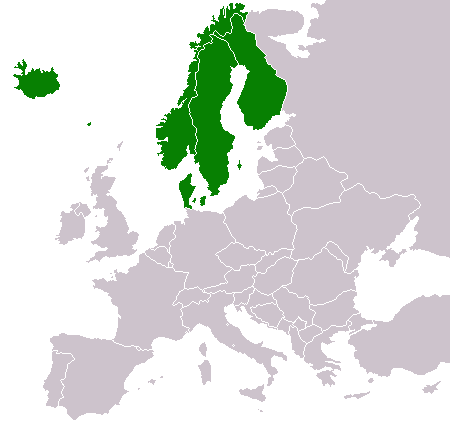
Mitgliedstaaten der Nordischen Passunion.

Die Nordische Passunion ist eine Übereinkunft der nordischen Länder zur Erleichterung des grenzüberschreitenden Verkehrs zwischen den beteiligten Staaten.
Die Passunion wurde 1954 im Rahmen eines Arbeitsmarktabkommens zwischen Dänemark (ohne Färöer und Grönland), Schweden, Finnland und Norwegen beschlossen. Am 1. Dezember 1955 trat Island der Union bei. Ziel war es, Arbeitskräften zu ermöglichen, einfacher zwischen den Ländern hin- und herzuwechseln und dadurch Personalengpässe und Arbeitslosigkeit zu vermindern. Durch das Arbeitsmarktabkommen, die Passunion und ein 1955 abgeschlossenes Sozialabkommen wurde den ausländischen Arbeitern in vielen Bereichen der Neustart erleichtert. So erhielten sie im Gegensatz zu Bürgern aus nicht-nordischen Ländern leichter eine Aufenthaltserlaubnis und auch ihre Sozialabsicherung war gewährleistet. Ab 1981 durften sie auch ab Erhalt ihrer Aufenthaltserlaubnis bei Kommunalwahlen teilnehmen. Mittlerweile ist eine Aufenthaltserlaubnis für Bürger aus nordischen Ländern überhaupt nicht mehr nötig. Lediglich eine Registrierung bei den Behörden wird verlangt.
Am 1. Mai 1958 trat die Abschaffung der Grenzkontrollen endgültig in Kraft, nachdem der Wegfall der Reisepässe beim grenzüberschreitenden Verkehr zwischen den beteiligten Staaten 1952 begonnen hatte. Von Anfang an beteiligten sich an dieser Maßnahme Dänemark, Schweden, Finnland und Norwegen. Island folgte am 24. September 1965, die Färöer am 1. Januar 1966 bei ihrem Beitritt zur Passunion. Grönland und die norwegischen Inseln Spitzbergen (Svalbard) und Jan Mayen waren nicht an dieser Initiative beteiligt.
Mit dem Beitritt der EU-Mitglieder Dänemark, Schweden und Finnland zum Schengener Abkommen hätten wieder Grenzkontrollen an der EU-Außengrenze zu Norwegen mit Schweden und Finnland sowie in den dänischen, schwedischen und finnischen Flug- und Seehäfen vor Reisen nach Norwegen oder Island eingeführt werden müssen. Deshalb unterzeichneten Norwegen und Island am 18. Mai 1999 ein Abkommen zur Teilnahme am Schengen-System. Die Bestimmungen des Übereinkommens zum Beitritt von Dänemark zum Schengener Abkommen galten nicht für die Färöer und Grönland. Die beiden „gleichberechtigten Nationen“ im Königreich Dänemark verzichten jedoch aufgrund eines Kooperationsabkommens ebenfalls auf Grenzkontrollen.